# Îles Aru
Pour les articles homonymes, voir Aru.
Les îles Aru, en indonésien Kepulauan Aru, forment un archipel d'Indonésie baigné par la mer d'Arafura. Les îles constituent un kabupaten de la province des Moluques sous le nom de kabupaten des îles Aru, en indonésien Kabupaten Kepulauan Aru.

## Géographie
L'archipel se situe à 118 km au sud-ouest de la province de Papouasie, en Nouvelle-Guinée occidentale, et à 119 km à l'est de Kei Besar (localement Nuhu Yuut), dans les îles Kei. Il est composé de 95 îles dont les plus grandes sont Wokam, Kobroor et Trangan. Il s'étire sur 196 kilomètres de longueur du nord au sud pour 87 kilomètres de largeur d'est en ouest.
Les îles sont les plus orientales de la province des Moluques et sont situées au sud-ouest de la Nouvelle-Guinée et au nord de l'Australie. La superficie totale des îles est de 8 152 km2. La plus grande île est Wokam (également appelée Tanahbesar). Dobo,  principal port des îles, se trouve sur Wamar, juste à côté de Tanahbesar. Les autres îles principales sont Kola, Kobroor, Maikoor et Trangan. Ces îles se dressent sur de basses collines et sont séparées par des canaux sinueux.
Aru est recouvert d'un mélange de forêts tropicales humides à feuilles larges, de savane et de mangroves. Géologiquement, elles appartiennent à l'Océanie. En effet, elles font partie du plateau continental Australie-Nouvelle-Guinée et ont été reliées par voie de terre à l'Australie et à la Nouvelle-Guinée lorsque le niveau de la mer était plus bas pendant la période glaciaire. Par ailleurs, la flore et la faune d’Aru font partie de l’écozone d’Australasie et sont étroitement apparentées à celle de la Nouvelle-Guinée. Aru fait partie, avec une grande partie de l’Ouest de la Nouvelle-Guinée, de l’écorégion terrestre des forêts pluviales des basses terres du Vogelkop et des îles Aru.
Ces îles n'ont pas de volcan répertorié dans la liste indonésienne.

## Histoire
Les îles ont été colonisées par les Néerlandais au début de 1623. La Compagnie néerlandaise des Indes orientales fut au départ l'un des groupes commerciaux de la région mais exerça une influence limitée sur les affaires intérieures des îles. En 1857, le célèbre naturaliste Alfred Russel Wallace visita les îles. Sa visite lui a fait comprendre par la suite que les îles Aru devaient être reliées par un pont terrestre à la Nouvelle-Guinée continentale pendant la période glaciaire. Au XIXe siècle, Dobo, la plus grande ville d’Aru, devint temporairement un important centre commercial régional, servant de point de rencontre pour les commerçants hollandais, makasarais, chinois et autres.

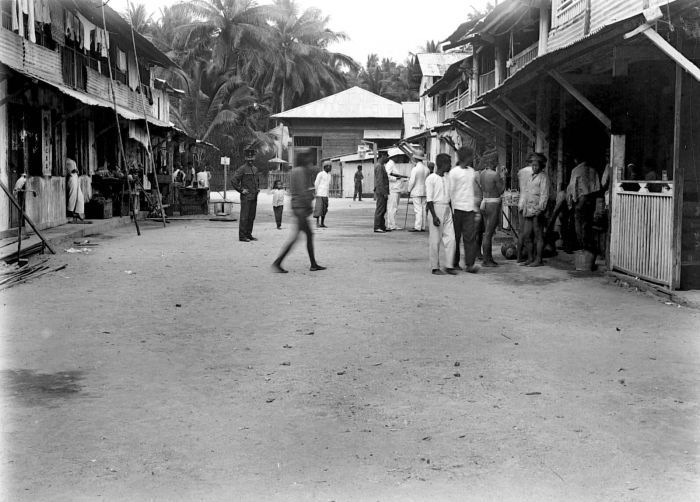
Vue de la rue à Dobo lors de la troisième expédition en Nouvelle-Guinée du Sud (septembre 1912)

L'« incident des îles Aru » s'est déroulé le 15 janvier 1962, en plein conflit hollando-indonésien au sujet de la Nouvelle-Guinée occidentale. Trois vedettes lance-torpilles de la marine indonésienne furent alors confrontées à deux destroyers de la marine néerlandaise. Le combat se traduisit par l'envoi par le fond d'une des vedettes indonésiennes.

## Administration
Les îles Aru constituent un kabupaten (département) de la province des Moluques depuis 2003 sous le nom de kabupaten des îles Aru, en indonésien Kabupaten Kepulauan Aru. Il est divisé en sept kecamatan (cantons) :
- Aru du Sud
- Aru du Sud-Est
- Aru central
- Aru central Est
- Aru central Sud
- Pulau-pulau Aru
- Aru du Nord